# Quenelle
Cet article concerne la préparation culinaire. Pour le geste, voir cette section de l'article Dieudonné. Pour les autres significations, voir Quenelle (homonymie).
La quenelle est une pâte moelleuse de forme cylindrique pochée dans l’eau bouillante, connue depuis au moins 1750 dans la cuisine française.
Il y en a bien des sortes : de volaille, de poisson, de pomme de terre…
Ces préparations sont classiques, mais elles sont particulièrement préparées dans la cuisine traditionnelle de plusieurs régions de l'Est de la France — en particulier les cuisines alsacienne ou lyonnaise.

## Étymologie

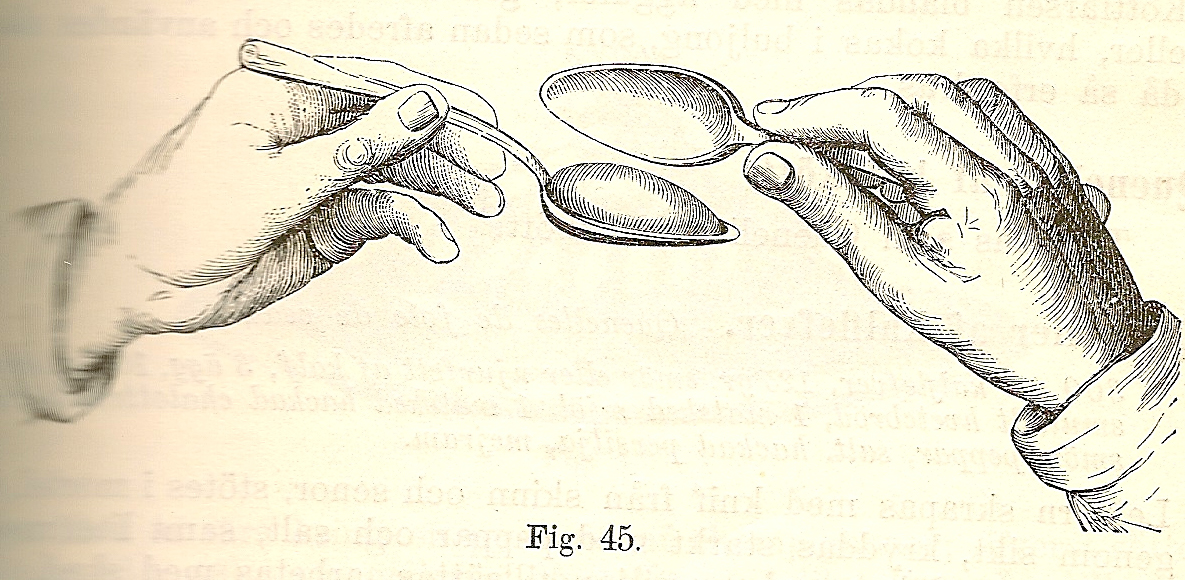
Former une quenelle (illustration de 1896).

Le mot « quenelle » vient de l'allemand Knödel (« boulette de pâte », du latin nodus, « nœud »), plat populaire en Allemagne et en Autriche.
Une autre origine possible est le nom alsacien Knepfle qui désigne une petite boule de pâte, ou l'une de ses variantes : Knoffle ou Knöpfle en allemand, Knepp ou Knepple en francique lorrain, Knöpfli en suisse allemand, quenape en yiddish. Ce sont des diminutifs de l'allemand Knopf, « bouton ». On peut aussi rapprocher ces termes du verbe anglo-saxon knyll qui signifie « piler, broyer ».
À noter que, avant l'apparition des « quenelles », avec Briand, la préparation nommée « godiveau » était déjà présente,.

## Ingrédients
Les principaux ingrédients (non obligatoires) sont : 
- la chair (filet, moelle, foie…) ;
- de la matière grasse (crème, beurre, gras de bœuf…) ;
- des matières amylacées (farine, mie de pain, semoule, panade, ou pâte à choux) ;
- de l’œuf (éventuellement battu).

## Quenelles de volaille
La quenelle de volaille est déjà présente dans le Cuisinier Royal, de Viard (1822). Elle est faite de chair de volaille finement broyée, passée au tamis, et additionnée de beurre, de pain et d’œuf. 
Avec la même recette, Viard propose des recettes de quenelle de lapin, de faisan, de perdreau, de bœuf.

## Quenelles de pomme de terre
La quenelle de pomme de terre se trouve déjà chez Urbain Dubois, en 1868. 

## Quenelles de brochet

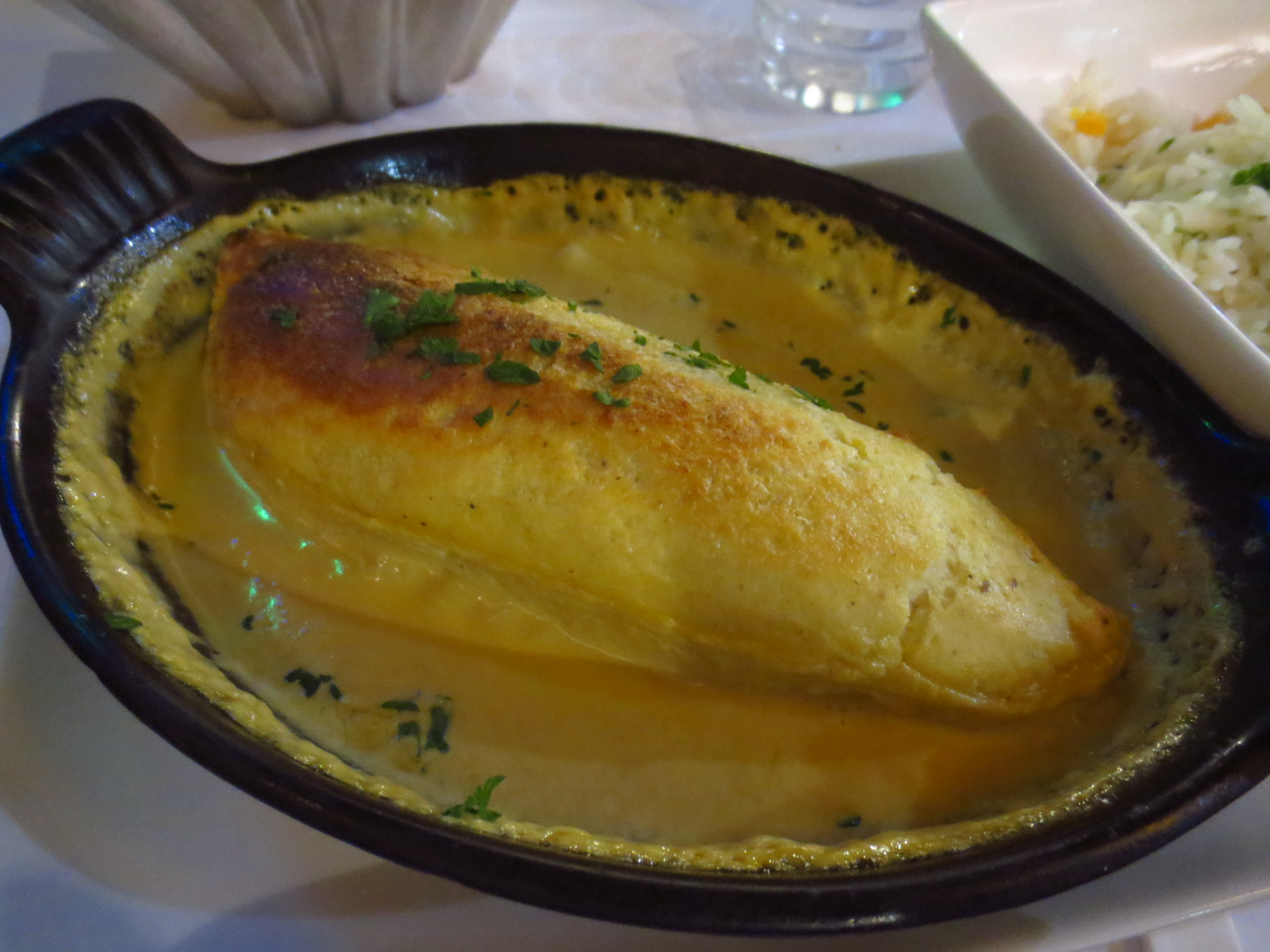
Quenelle de brochet de Lyon.

La quenelle de brochet fut d'abord une façon d'apprêter les poissons des étangs de la Dombes, et en particulier les brochets, autrement intransportables. La préparation pouvait aussi porter le nom de « godiveau » chez les  cuisiniers et les pâtissiers.
Historiquement, le brochet dépouillé (les arêtes retirées) était pilé dans un mortier en pierre à l'aide d'un pilon en bois. Une panade faite de farine cuite y était ajoutée dans du lait ou de l'eau, puis du rognolet (ou gras de bœuf cru) haché préalablement et, pour finir, avec l'assaisonnement et les œufs mis par petites quantités à la fois et après avoir pilé le tout pendant 30 à 40 minutes. Suivant l'ardeur de l'exécutant, une pâte consistante était obtenue, appelée une « pilée » en termes de métier.
À Nantua, elles sont fabriquées avec un minimum de 22 % de chair de brochet, ce qui les rend plus goûteuses (sauce Nantua).
Pour modeler les quenelles, la pilée était détaillée en petites boules, auxquelles une forme cylindrique et allongée était donnée en les roulant à la main sur une table saupoudrée de farine, avant de les pocher dans l'eau chaude.
Jadis, les pâtissiers étaient les seuls à fabriquer des quenelles, soit nature, soit préparées. Les dimanches matin, les Lyonnais avaient l'habitude d'aller à la pâtisserie avec une casserole où étaient mises les quenelles et la sauce à base de purée de tomate pour les faire cuire. Les clients aisés, pour les grandes occasions, achetaient en plus une croûte à vol-au-vent.
Joseph Moyne, fils d'un charcutier, recréa la recette de la quenelle lyonnaise et la fit connaître. Vers 1903-1904, il s'installa et proposa de la charcuterie jusqu'à la pâtisserie en passant par les plats cuisinés et les vins fins. Dans les années 1920, il mit au point une recette de quenelles plus élaborée, plus fine, plus digeste que celle qui se pratiquait et qu'il vendit sous l'appellation de « quenelles de régime ». Il remplace le rognolet par du beurre fin et la panade plus cuite, plus digeste, devint une crème pâtissière. Comme la pilée était moins consistante, plus molle, plus difficile à rouler, il eut l'idée de tailler les quenelles à l'aide de deux cuillers spéciales qui leur donnaient leur forme bien connue, pointue aux deux bouts. Tout de suite, ce fut un succès. 

## Quenelles de moelle
Les quenelles de moelle sont un élément essentiel du bouillon du pot-au-feu dans l'est de la France. Elles sont réalisées à partir de la moelle de l'os à moelle, à laquelle on ajoute des œufs, de la chapelure, des échalotes ainsi que divers aromates tels que de la noix de muscade. Les quenelles sont cuites dans un bouillon dans lequel elles sont servies.

## Quenelles de foie

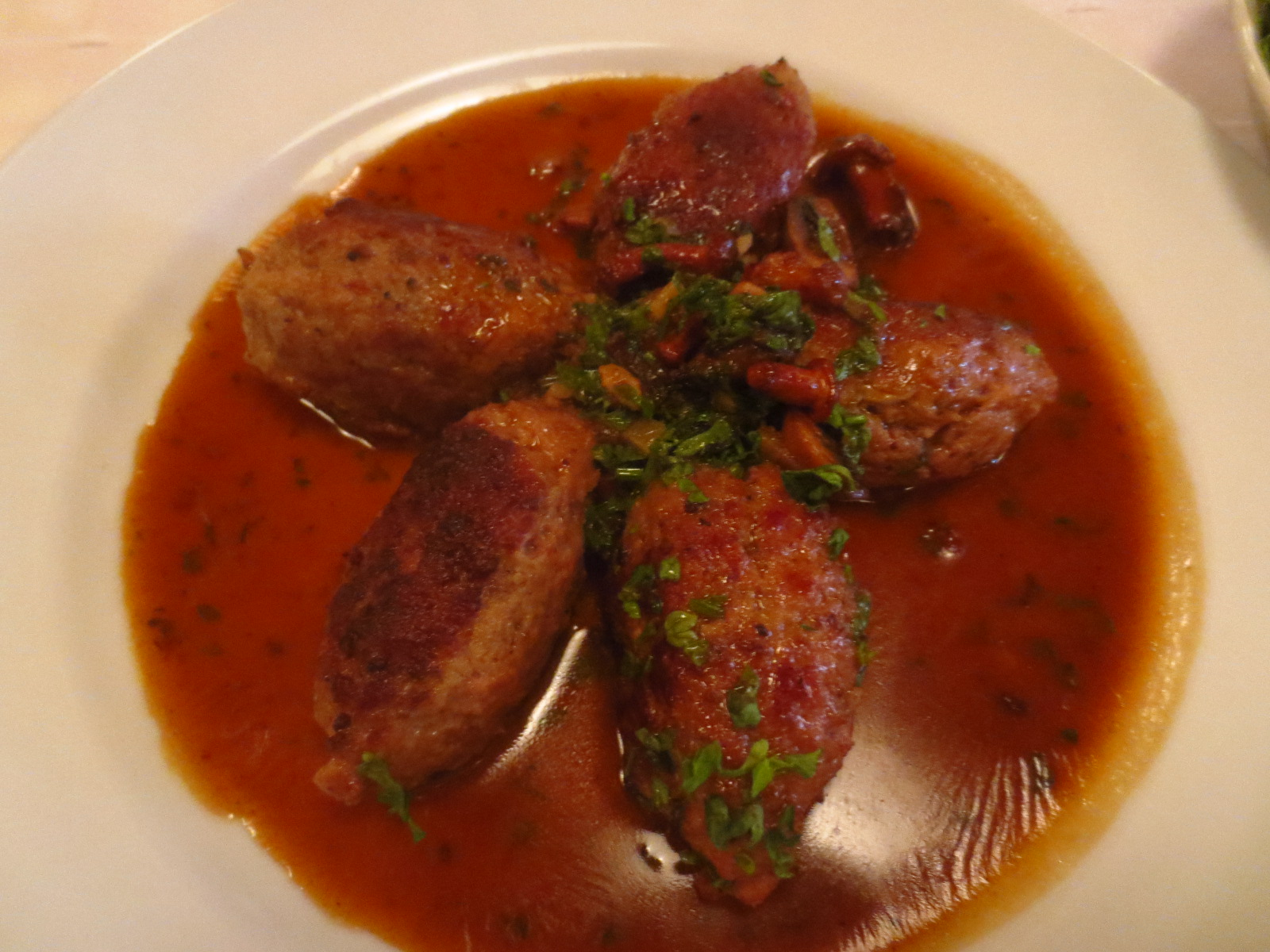
Quenelles de foie de la cuisine alsacienne.

Les quenelles de foie sont des boulettes au foie de la région de Menin en Belgique. On en prépare également en Lorraine (cuisine lorraine) et en Alsace (cuisine alsacienne) où elles sont appelées Leverknepfle ou Lawerknepfla.

## Quenelles de fromage blanc
En Alsace et en Lorraine, on prépare des quenelles avec du fromage blanc, de la farine et des œufs. Après avoir été pochées, elles sont sautées à la poêle et généralement servies avec une sauce aux lardons ou aux croûtons.

## Quenelles lyonnaises

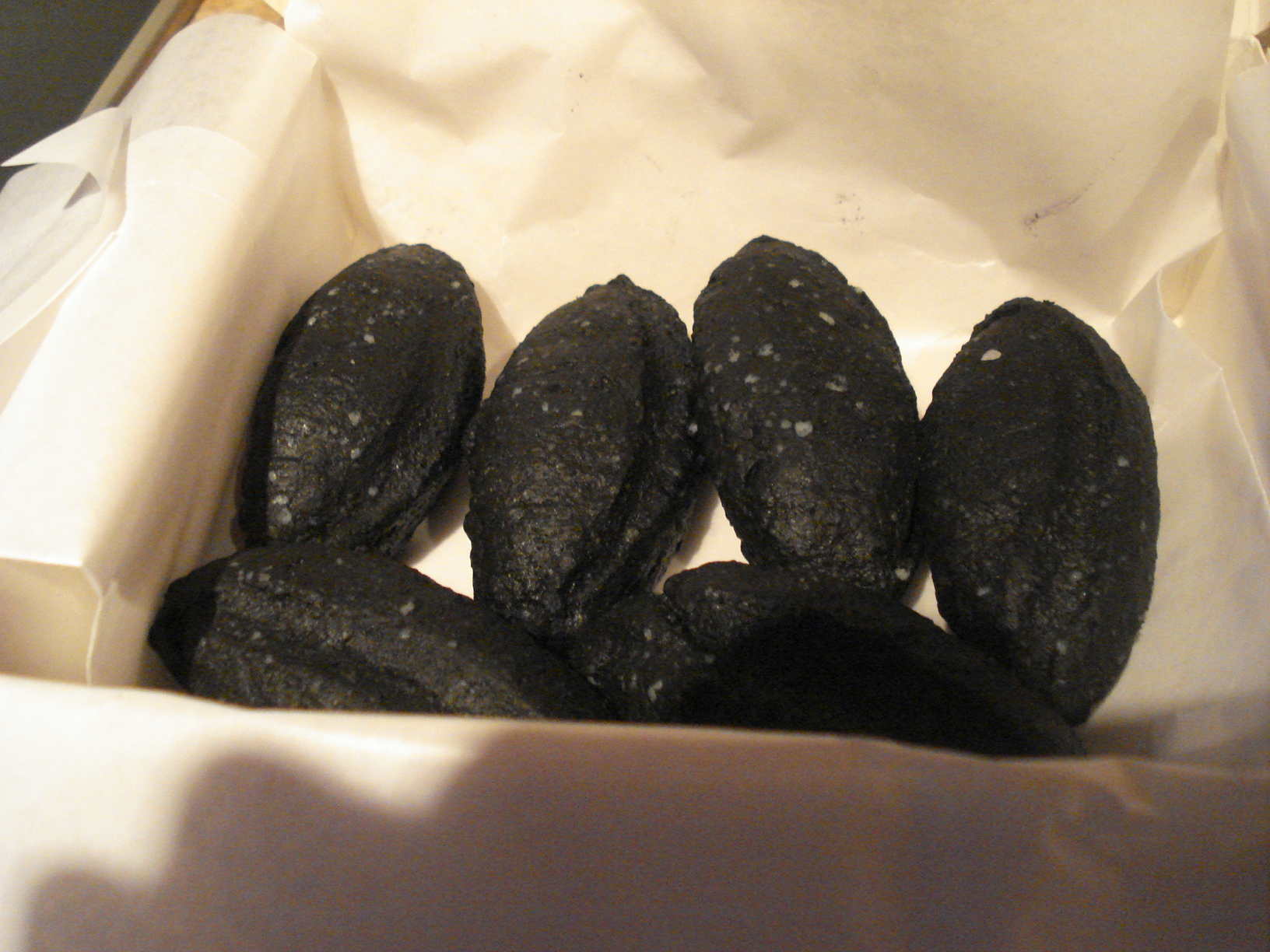
Quenelles noires de la Maison GIRAUDET à l'encre de seiche aux Halles de Lyon Paul Bocuse

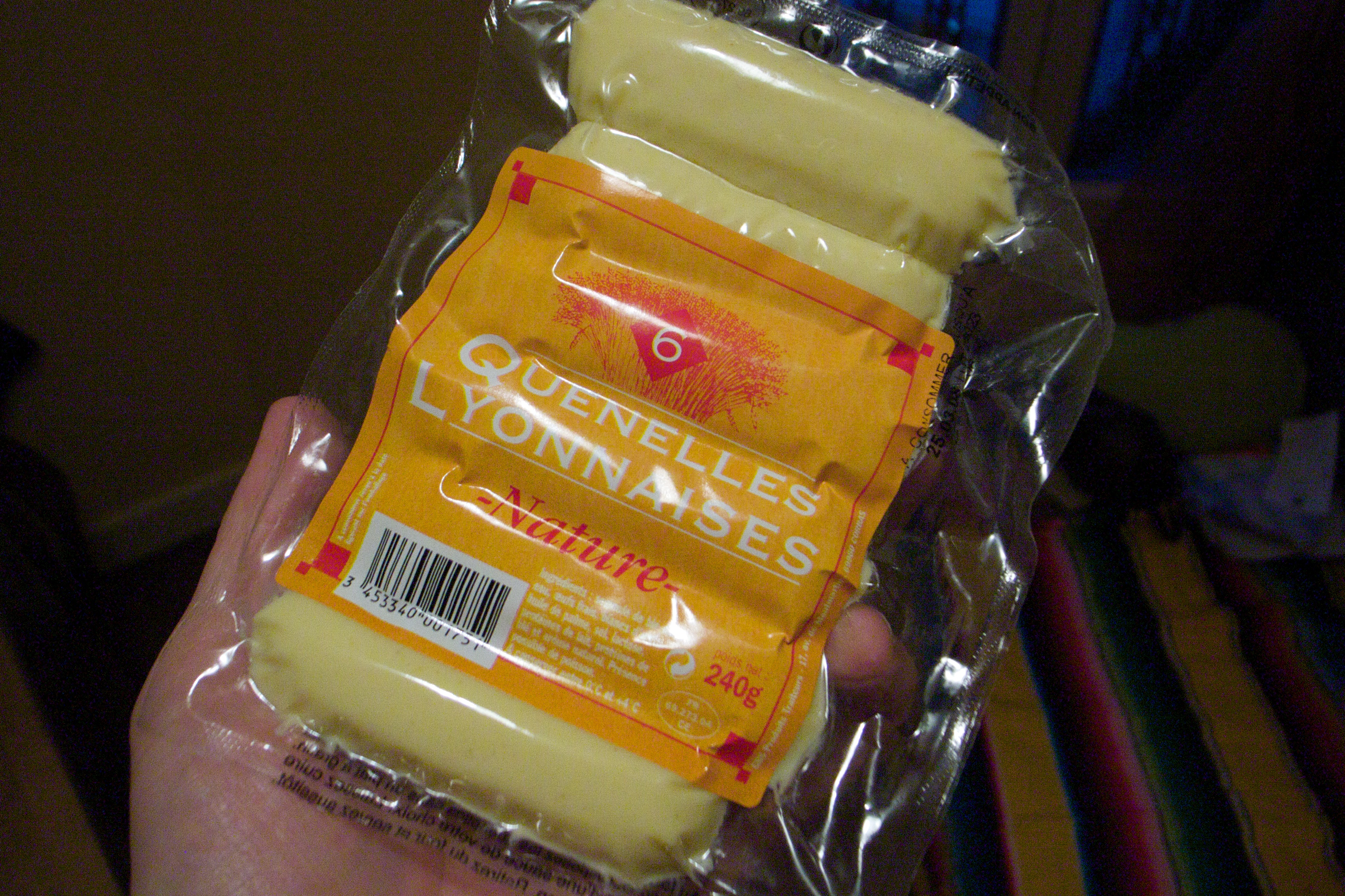
Quenelles lyonnaises.

La quenelle est une spécialité de la cuisine lyonnaise. La paternité de la quenelle lyonnaise est revendiquée en 1907 par Louis Légroz de la charcuterie Au Petit Vatel, à Lyon.
La quenelle nature se compose obligatoirement de semoule de blé dur ou de farine, de beurre, d’œufs, de lait et/ou d’eau et d’assaisonnements.
La pâte à quenelle, appelée « panade », est d'abord préparée avec la farine ou la semoule et l’eau ou le lait. La panade est chauffée pour être desséchée, puis éventuellement refroidie.
Avant d'être consommées, les quenelles sont préparées en sauce à la tomate, aux écrevisses ou béchamel (préparée avec une sauce aux écrevisses, aux carottes, au céleri, et au cognac, elles sont dites « quenelles sauce Nantua »). Elles sont souvent gratinées. Les quenelles doublent de volume lors de leur préparation.
Mais de nouveaux documents attestent que la quenelle dite lyonnaise n'est pas née à Lyon. En effet, au Port-de-Quirieu, situé dans la commune de Bouvesse-Quirieu en Isère, au XIXe siècle, l'auberge est toujours en activité. La famille Moyne, issue de Courtenay, a racheté les lieux en 1816. Ceux-ci sont aubergistes, boulangers, vendeurs de vin, magnaniers et passeurs sur le bac à traille pour traverser le Rhône. Ils peuvent donc loger et nourrir les nombreux mariniers allant de Lyon à Seyssel. Et ils sont aussi pêcheurs sur le Rhône où les brochets sont nombreux. Pour varier les menus, J.-F. Moyne invente une quenelle faite de chair de brochet émiettée, mélangée avec des œufs, de la farine, moulée à la cuillère, et cuite au bouillon, servie avec une sauce. (Les Romains fabriquaient déjà un plat apparenté à cette quenelle mais la recette s'est perdue).
À Lyon, un autre Moyne tient une charcuterie fine où il fit connaître les quenelles de Quirieu. C'est un succès et les plus célèbres traiteurs de Lyon la font entrer dans la gastronomie lyonnaise.